# Джуит
Джуит (на английски: Jewett), известно още като Феървю, е село в Съединените американски щати, намиращо се в окръг Харисън в щата Охайо.
Има население 660 души (по приблизителна оценка от юли 2017 г.). Селището е. Намира се на Охайски щатски път 9 и Охайски щатски път 151.

## Икономика
От началото на 1890-те години до 1904 г. в Джуит се намира производителят на трамваи „Джуит Кар Кампъни“, който продава своите машини в редица американски щати, както и в Канада. През 1904 г. компанията се премества в Нюарк в Охайо и излиза от бизнеса през 1919 г.

## Култура
Джуит е крайната точка на пътеката „Конотън Крийк“, която първоначално е била част от железопътна линия. Цялата пътека е дълга 18,3 km и е павирана.